# Catocala honrathi
Catocala honrathi là một loài bướm đêm trong họ Erebidae.